# 模型航空競技

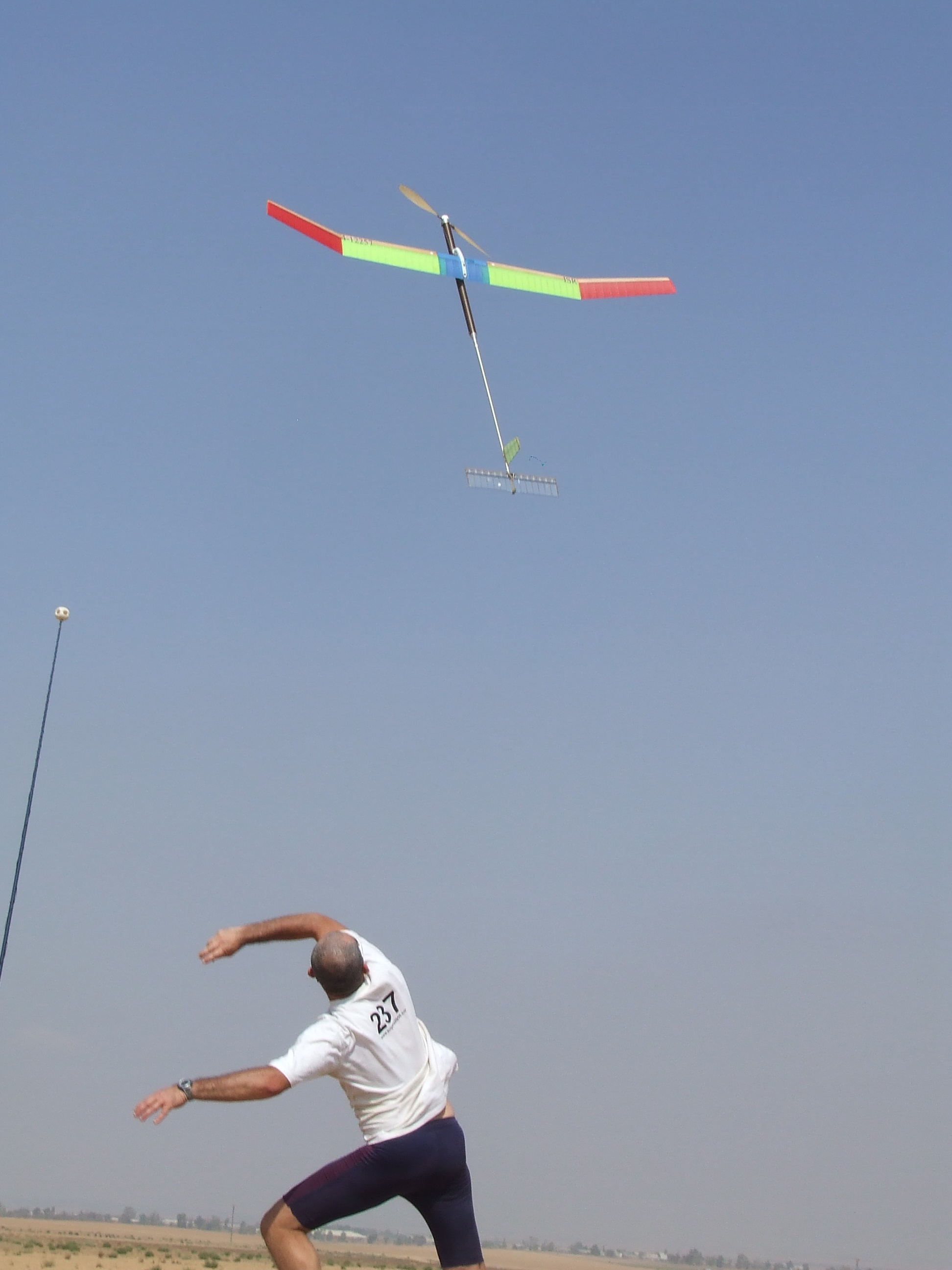
ハンドランチ（手投げ）によるF1B級の発航

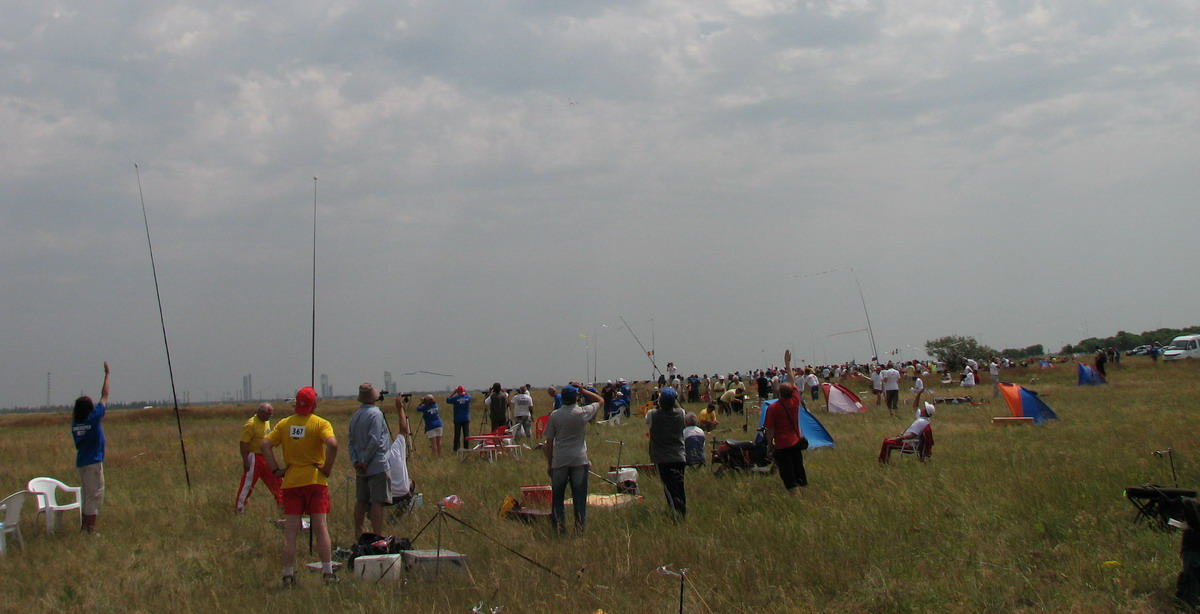
ウクライナで行われた世界大会の様子（2007年）

模型航空競技とは、模型航空機による飛行を計測・審査する競技である。競技者は優れた飛行結果のために、機体の設計・製作・飛行操作、気象予知など、あらゆる手段をとる。

## 概要
模型航空競技は模型航空機による飛行の結果を計測または審査する競技である。審査は通常飛行によって行われるが、コントロールライン・スケールモデル競技やラジコン・スケールモデル競技のように外観の良否も成績に加算される種目もある。
飛行成績は、機体の性能と操縦・操作技能の相乗効果の結果であるが、その貢献度の比率は機種や競技種目によって異なり、時代によっても変化してきた。
模型航空機の機体、即ち競技に使用する用具の性能向上に競技者が深く参画することは模型航空競技の大きな特色である。一般のスポーツでは、用具の性能向上はスポーツ用品メーカーに付託され、選手自身が設計や製作に関与することは少ないが、模型航空競技では競技の成績に対して、機体の性能が大きく影響することから、機体の操作・操縦だけではなく機体を設計・製作し、あるいは選択・調達することも競技の一部とみなされている。より小規模ではあるが、ヨット・レースのアメリカズ・カップや自動車レースのフォーミュラ1のように、用具の設計からその操縦までの全ての要素を包含し、それらを個人で行うのである。
機体を操作する技能には、天候を読み、飛行のタイミングを選ぶといったより広範な要素も含まれるため、操縦にとどまらない。また、相手選手や審判員との駆け引きや、#競技規定に基づく適切な抗議およびその防御が敏速に行えることも重要である。

## 歴史

### 前史
模型航空機による飛行の記録を遡ると、1804年に飛行に成功したジョージ・ケーリーのグライダーや、1871年のアルフォンス・ペノーのゴム動力機による模型機の実験的な飛行が行われている。しかし、これらは単独に行われた学術的実験・研究のための「記録飛行」であった。1903年にはライト兄弟がライトフライヤー号による有人飛行に成功し、世界的に航空ブームが起きた。

### 草創期
模型航空競技は前述の航空ブームを受け、1908年にイギリスにおいて創始された。1914年の第1次世界大戦開戦直前の時期が、最初の模型航空興隆期であった。
初期の競技種目は、フリー・フライトのA字型ゴム動力機を中心とし、上記と同様に「記録飛行」的なもので、距離・滞空時間・速度を計測するものであった。これらの飛行記録は、1912年時には距離320ヤード（約290m）滞空時間60.4秒で、公園やゴルフコースに収まる程度であった。しかしながら、水準は急速に向上し、1914年には590ヤード（約540m）・169秒に、さらに1923年には247秒に達した。
記録の向上によって距離競技と速度競技は測定が困難になり、種目の中心は滞空競技となった。

### 国際競技大会の創始
1928年からはイギリス模型協会 (SMAE) 主催により初の国際模型航空競技大会であるウエークフィールド杯競技が開始された。この競技は、多くの規定改定を経て現在まで続き、その賞杯は国際航空連盟 (FAI) が行う世界選手権競技のF1B級の優勝者に授与されている。

### バルサ材の導入
1930年にはアメリカ合衆国のモデラーが中米産の軽量木材であるバルサを模型機に使用して、格段と軽い機体を作ることに成功した。そのために、ゴム動力模型機は急上昇によって高高度を獲得する飛行法が可能になり、高空より滑空して滞空時間を稼ぐ戦術が効果を発揮するようになった。1930年度のウエークフィールド級世界選手権大会戦では、この戦法を採ったアメリカ機が旧来の重いイギリス機に圧勝し、模型航空機の滞空競技に新しい戦術をもたらした。
滞空競技において、高高度まで上昇して滑空で滞空時間を稼ぐという戦法は、以後も踏襲された。この飛行法だと、サーマルなどの上昇気流を利用することが出来るので、極端な長時間飛行が可能となる。1939年の世界選手権大会におけるD. コルダ機（米）の飛行時間は40数分に達した。

### MAX制の導入
1939年大会以後、このような偶発的な長時間飛行の影響を除去するために、最高飛行時間制限制（MAX制）が導入された。
MAX制とは、おおむね当該種目の理論性能に対応する滞空時間を想定し、それを越える飛行は上昇気流などの外的条件によるものと見做し、機体固有の性能によるものではないと判断して記録計時を打ち切るという、最大飛行時間よりも多数回の確実な飛行を重視する評価制度である。
戦前の競技法は、10分MAXの飛行を3回行い、合計を成績とする方法であった。戦後は5分MAXを3回、ついで3分MAXを5回にそれぞれ改正され、2009年現在では3分MAXを7回行うものとなっている。いずれの時代も、競技は1日の間に行われた。

### 競技種目の増加
第二次世界大戦前に行われていた、模型航空機の世界種目は、上述のウエークフィールド級だけで、主催はイギリス模型協会 (SMAE) であった。戦後、模型航空の国際競技が再開されると、1950年ころにウエークフィールド競技の管理・開催がSMAEより国際航空協会 (FAI) に移管された。同時に、グライダー種目（ノルディックA/2級）とエンジン機種目（FAIパワー）が追加されて、模型航空機の国際競技の体制が整備された。

### 操縦種目の発展
第二次世界大戦直前に、アメリカで模型飛行機を操縦するシステム2種類が考案され、国内競技に採用されている。機体に取り付けた鋼索の一端を操縦者が操作して機体の舵を動かすコントロール・ライン、そしてラジオ・コントロールである。
模型飛行機に「操縦」という要素が導入されたので、その巧拙や曲技飛行を競う競技種目が成立した。
これは一定の飛行パターンの正確性や美しさが審査員に目視判定・採点されるフィギュアスケートや体操競技と同様の競技法である。
操縦型模型機は選手の操縦・管理の下にあるので、長い一定のコースを飛行することが可能になり、速度を正確に測定することも容易になった。また、複数機の同時飛行が可能になったので、直接に速さを競う競走（レース）種目も行うことができるようになった。さらに、速さと運動性を総合した機体の運動による、ゲーム的な競技も多く考案された。
これらの操縦系の競技は、第二次大戦前のアメリカに始まり、戦後、各国に拡散・普及した。2009年現在では、古典的な在来のフリーフライト競技よりもはるかに多い競技人口を持ち、模型航空界の多数派に成長している。
しかしながら、コントロール・ラインとラジオ・コントロール種目がFAIの国際競技種目に採用されるまでには、戦後の10数年を要した。
ラジオ・コントロール種目の国際競技には、後年、グライダーとヘリコプターが追加された。グライダーは、フリーフライトと同様に滞空性能を基にしているが、操縦機能があるので、速度や距離を総合した「マルチ・タスク」方式で成績が評価される。また、ヘリコプターは飛行機と異なる形式による機体性能・操縦技能の競技である。

### 競技種目の分化・拡大
国際級種目だけを見ても、戦前にはフリーフライト1種目だけであったものが、戦後の再開時に3種目に増え、さらにはコントロール・ライン（F2類）とラジオ・コントロール（F3類）が追加され、2009年現在ではF7類（熱気球）まで7分類50余種目に拡大している。環境や技術の変化によって衰退する種目もあるが、新しい手法・材料・原動機・機材などの出現によって、新種目が生まれ続けている。
国際級の機種・競技種目に加えて、各国の模型統括団体は、国情や模型振興策にあわせて独自の競技規格（国内級）を制定してきた。日本のライトプレーン種目は、その一例である。また、現在は国際級となっているF1B級ゴム動力機はイギリスの、F1G級ゴム動力機はフランスの、F1A級とF1H級曳航グライダーは北欧諸国の国内級が発展したものである。

## 競技種目
F.A.I,スポーティング・コードでは、機体の形式や仕様によって以下のような各級の競技種目を設けている。各級は「F1」＋「A,B,C,・・・・（アルファベット順、但し欠番あり）」と呼び、「F1」はフリー・フライト種目であること、アルファベットはそれぞれの形式と仕様の区分を示す。

### フリーフライト
2008年現在、競技種目はF1A〜Q級の14種目である。
- F1A級 グライダー
- F1B級 伸縮式動力付き模型航空機“ウェークフィールド級”
- F1C級 エンジン付き模型航空機
- F1D級 室内模型航空機
- F1E級 自動操舵式グライダー
- F1G級 伸縮式動力付き模型航空機“クップ・ディベ級”
- F1H級 グライダー
- F1J級 エンジン付き模型航空機
- F1K級 CO2エンジン付き模型航空機
- F1L級 室内EZB級模型航空機
- F1M級 室内初心者級
- F1N級 室内ハンドランチグライダー
- F1P級 エンジン付き模型航空機
- F1Q級 電動モーター付き模型航空機

上記それぞれは、一定の仕様範囲内の滞空競技用の機体であり、形や設計は自由である。

### コントロールライン
クラス
- F2A－スピード模型機
- F2B－エアロティックス模型機
- F2C－チームレース模型機
- F2D－コンバット模型機

### ラジオ・コントロール
下記は、英文のスポーティング・コードの翻訳であり、J.M.A.の公式訳ではない。（ ）内は訳者の付記
カテゴリーF3 ラジオ・コントロールされた飛行
地上に居る操縦者が、ラジオ・コントロールで、模型航空機の舵面（複数）を使って、姿勢・高度・方向をコントロールすることによってマノーバー（機動）している飛行を言う。
- F3A －動力付き曲技模型航空機
- F3B －サーマル・ソアリング・グライダー
- F3C －ヘリコプター
- F3D －パイロン・レーサー
- F3F －スロープ・ソアリング・グライダー
- F3G －モーター・グライダー
- F3H －ソアリング・クロスカントリー・グライダー
- F3J －サーマル・デュレーション・グライダー
- F3K －ラジオコントロール・ハンドランチ・グライダー
- F3L －（F7のF7Aに移管）
- F3N －ヘリコプター・フリースタイル
- F3M －大型動力付き曲技模型航空機
- F3P －室内曲技

なお、上記と別に、下記のカテゴリーにラジオ・コントロールされた飛行の競技種目が含まれている。

### スケール・モデル
スケール・モデルは、フリー・フライト以外の形式も含めて、上記とは別に「F4」に区分されている。そのうち、F4A、D、E、F級は、フリー・フライト種目である。
- F4A級 フリー・フライト・フライング・スケール模型航空機
- （F4B級 コントロール・ライン・フライング・スケール模型航空機）
- （F4C級 ラジオ・コントロール・フライング・スケール模型航空機）
- F4D級 フリー・フライト室内スケール模型航空機（伸縮式動力）
- F4E級 フリー・フライト室内スケール模型航空機（CO2または電動動力）
- F4F級 フリー・フライト室内スケール模型航空機（ピーナッツ式）

### ラジオコントロール電動飛行
当該カテゴリーは、以下の種目に分けられる
- F5A －曲技模型航空機
- F5B －モーター・グライダー
- F5C －ヘリコプター
- F5D －パイロン・レーサー
- F5E －ソーラー模型航空機
- F5F －10電池モーター・グライダー
- F5G －ラジオ・コントロール電動大型グライダー

### ラジオ・コントロール軽航空機
- F7A －熱気球

## 競技規定
模型航空競技の競技規定（競技規則）は、模型航空競技を円滑に行うために明文化された取り決めである。
模型航空競技は、体育スポーツのようにコート・グラウンドなどの中のプレイに留まらず、機体の設計・製作から、天候などの競技の環境予知まで選手の活動範囲が広いため、規定も広範にわたる。
選手が直接に関連する部分だけでも
- 一定の仕様の機体を - 機体制限
- 一定の飛ばし方で飛ばし - 飛行法の限定
- 一定の飛行性能（たとえば滞空時間）を測定すること - 採点法

が定められている。
また、当該競技の主催団体や競技役員・参加選手の資格や役員・選手などの権利・義務など、競技運営におけるルールについても定められている。
模型航空競技の勝負の場は飛行場に留まらず、工房での技術開発競争に及び、いずれの局面においても規則で禁止されない行為は行ってよい。従って選手は規則体系の全般に通じていることが要求される。

### FAIスポーティング・コード
模型航空競技の規則は、FAIが定めた「FAIスポーティング・コード」が基本となっている。
内容は次のような構成である。
- 第4編a:FAI模型航空委員会 (CIAM) の構成や職務・権限などの内部規定

- 第4編b:国際競技のための一般規則。世界選手権以下さまざまなレベルの国際競技と、それぞれの主催者・役員・参加選手の制限事項

- 第4編c:模型航空機：出場する機体の仕様や、飛ばし方、採点法などで、参加選手が直接的・具体的に必要とする規定で、以下を定めている。
  - 第1部:模型航空機の一般規則
  - 第2部:国際模型競技会の一般規則
  - 第3部以降:種目別の模型競技のための特別規則

#### 「第4編a、b」について
第4編a、bは、主として競技会の主催者側に対する規定であり、参加選手には関係が薄いが、次の部分については留意を要する。
- 1、参加できる選手の資格（B3項、競技者とチーム）

競技者の資格を定めている。後述の#国際競技への参加も参照のこと。
- - 1-1「特に記載がある場合を除き、参加登録書に記載された競技者は、競技に使用する模型の製作者であること。」（B3.項）

この条文は、「BOM（builder of the model）条項」として知られ、設計・製作・飛行操作などの総合的な技能を競うことを大前提（一般規則）として定めている。
- - 1-2模型の機体検査：競技規格に合致した、合法な参加機であることを、どの様な時に、どの様な方法で検査されるか。（B13項）
  - 1-3異議申し立て：競技では不審な点があれば、正しい手順で抗議することが認められており、また、抗議を受けたときには抗弁することが認められている。このような「訴訟法」に相当する条項である。（B14項）
  - 1-4、安全対策と方法：模型航空における安全確保は、全てに先立つ問題である。規則に定められなくても各人が考慮しなければならない事項であるが、競技の運営に当たっては特に重要であり、一般的な注意事項、禁止事項、管理者権限、飛行場（競技場）の条件などが示されている。（B15項）

#### 「第4編c、模型航空機」について
参加選手の競技場での活動を直接的・具体的に管理する規則で、種目別に出場する機体の仕様や、飛ばし方、採点法などを定めている。
- 第1部、模型航空機の一般規則：一般定義・一般規格・分類の規定、ならびに模型の規格および規則に用いられる用語の定義。
- 第2部、国際模型競技会の一般規則：主催者側の要件と、模型仕様の検査および参加できる模型の機数。
- 第3部、第4部、第5部・・・、種目別の、模型競技のための特別規則：

特別規則の「特別」は、「一般」規則に対置されるもので、「種目別・機種別」と解釈される。
それぞれの種目の機体の仕様や形式、競技方法が異なるために、特別規則の内容は一様ではない。構成は競技種目ごとに、機体の定義・仕様（大きさや重量、動力など）・飛ばし方（合法的な操作法と、禁止事項）、成績の採点法を定めている。

##### 機体の定義と仕様制限
機体の定義と仕様制限は、各級（国際級には2009年現在50余種が制定されている）ごとに特別規則で定められている。定義と仕様制限は、一般規則・特別規則による二重制限になっているが、前者は模型機と実機などとの区分や、安全確保の観点から作られた模型機の大枠、後者は当該競技を行うための級別制限である。ほとんどの場合、特別規則に適合すれば競技に出場できるが、機種によって一般規則に抵触する可能性がある。機体の仕様は、前述の「B13、模型の機体検査」によって競技主催者に検査・測定される。

##### 機体の飛ばし方と採点法
「機体の飛ばし方（合法的な操作法と、禁止事項）」ならびに「成績の採点法（飛行の開始〜終了、採点法など）」は、体育スポーツのルールに相当する。
同じボールをさまざまに扱う多様な球技があるように、ある種の模型航空機を飛ばし、その巧拙を比較する方法もたくさんある。2009年現在FAIの競技種目は50余種あり、それぞれに「飛ばし方・採点法」が定められている。
フリーフライト、コントロール・ライン、ラジオ・コントロールなど模型競技の種類によって、飛ばし方ならびに成績の採点法はさまざまである。

### 安全確保のための規定
機体操作については、競技規則のほかに安全面からの制約もある。安全確保に関する取り決めは特別規則ではなく一般規則に収録され、あるいは競技規則と別種の安全コードが作成されている。アメリカ模型協会 (AMA) では入会申込書に誓約事項として記載されている。これを逸脱した危険行為に対してはしばしば損害保険が適用されない。

### 規定の解釈と運用
国際競技は多国籍・多言語の関係者が参加するため、FAIスポーティング・コードは巨大文書となっている。
スポーティング・コードの解釈は、英語による原文が各国語の訳文よりも優先される。従って、各国の選手権でその条文に疑義を生じたときは英語による原文を参照することとなる。

### 国内級競技などにおける競技規定
国際級以外にも、模型航空競技は多く存在する。
各国の「国内級模型航空競技規定」は、その国の国情（地形・気候・模型人口とその内容構成・模型材料の調達状況など）を考慮して、普及しやすいような機体仕様・競技法に定めたものである。イギリスやアメリカ合衆国など、模型航空人口が多い国では数十種目の国内規格による全国大会が開催され、同国の模型協会からFAIスポーティング・コードに準じた国内級規則集も発行されている。
模型航空競技の種目には、当初私的なクラブで考案された内輪の競技級であったものが、国内級となり、更には国際級に採用されたものもある。
新しい競技種目はFAIまたは国内級の規則体系を準用して、機体の仕様制限だけを定め、創始される。日本の狭い公園でも楽しめるよう開発された「パークモデル」と呼ばれる機種群でも同様である。

## 競技への参加
模型航空競技には世界選手権大会を頂点として数段階に格付けされた国際大会と、各国の国内大会がある。格付けによってCIAMの関与の程度や、参加できる選手の資格が違う。

### 国際競技会
主要な国際的な模型航空競技会には、以下のものがある。
世界選手権大会
#世界選手権大会を参照。
大陸選手権大会
大陸選手権大会は、世界選手権大会が開かれない年度に開催され、3カ国以上の参加で成立する。参加選手は、NACの推薦とFAIスポーティング・ライセンスの所持を条件とされる。競技は各種目の国別チーム戦ならびに個人戦がある。
オープン国際競技
オープン国際競技は上記以外の、オープンな主催・参加による国際競技で、参加選手はFAIスポーティング・ライセンスの所持は要求されるがNACの推薦は必要ない。競技成績は個人に与えられる。一定条件を満たす複数のオープン国際競技の年間総合ポイントに基づき、CIAMの管理によって、ワールドカップ競技が行われている。

#### 世界選手権大会
世界選手権大会は、CIAMが立案し、日程や開催地を定め、隔年に開催され、5カ国以上の参加によって成立する。運営に当たってはCIAMや開催国統括団体の一定の役職者が参画することが要求される。参加選手は、NAC（ナショナル・エアロ・クラブ、各国の統括航空団体のこと。日本では日本航空協会JAAが該当。）の推薦と、NACが発行するFAIスポーティング・ライセンスを必要とする。競技は各種目の国別チーム戦ならびに個人戦がある。
選手権競技を開催するとき、CIAMと開催国主催団体はその開催要領を文書で連絡し、ウェブサイトにも掲載する。日時と日程・開催場所・連絡窓口と申し込み方法など、通常の競技会の要件のほかに、国外から初めて開催地に来る外国選手団のために、国内交通・宿泊施設（選手村）・気象状況・現地の詳しい地図や写真、さらには観光案内に至るまで、詳細な情報が含まれている。
開催地は、僻地の牧場や原野、空軍基地などであり、国際線の着く空港から開催地または指定宿舎への移動は、難事であることが多い。模型航空競技への参加は、世界選手権に参加する各国代表選手団まで自費であり、自力で何でもやらなければならない。
また、空路参加するチームは、陸路参加のチームに比べて不利である。
大きくかさばる模型航空機とその飛行・整備用具、加えて、刃物・機械工具・接着剤・特殊機器など、通常の旅行用品以外の物品があるので、航空機搭乗や通関に際して手数がかかったり、制約を受けることがあるためである。

##### 世界選手権大会の日程の例
上記クロアチア大会（2009年）の日程は次のとおりであった。
- 7月17日（金）と18日（土）

F1A,F1B、F1C級のワールドカップ競技会（世界選手権ではない。世界の選手が集まるので前座の国際競技会が同じ会場で行われる場合がある。）
- 7月19日（日）到着日。練習日。参加機体の検査。開会式。
- 7月20日（月）練習日。参加機体の登録手続き。チーム・マネージャー会議。計時役員会議。
- 7月21日（火）F1A級の競技日
- 7月22日（水）F1B級の競技日
- 7月23日（木）予備日
- 7月24日（金）F1C級競技日
- 7月25日（土）予備日。オプションの観光ツアー。閉会式と宴会
- 7月26日（日）解散・出発

各競技日は、次の時間割で7ラウンドの競技が進行した。
- 午前9時00分〜9時55分 第1ラウンド
- 午前10時00分〜10時55分 第2ラウンド
- 午前11時00分〜11時55分 第3ラウンド
- 午後0時00分〜0時55分 第4ラウンド
- 午後1時00分〜1時55分 昼食
- 午後2時00分〜2時55分 第5ラウンド
- 午後3時00分〜3時55分 第6ラウンド
- 午後4時00分〜4時55分 第7ラウンド
- 午後6時00分〜6時10分 決勝飛行（1回目）
- 午後7時00分〜7時10分 決勝飛行（2回目）
- 午後8時00分〜8時55分 決勝飛行（3回目）

競技種目によって、ラウンド区分は異なるが、日程は大略同じ。時間割は、日没の遅いヨーロッパの場合。

##### 日本の参加状況
日本模型航空連盟 (JMA) は、フリーフライト種目（FAI種目のF1類）、コントロール・ライン種目（同上のF2類）、ラジオ・コントロール種目（同上のF3類）の代表チームを各種目の世界選手権大会に送っている。個人ならびに団体で優勝し、世界選手権を獲得した例を含み入賞例も多数ある。
クロアチアで行われた2009年度のフリーフライト世界選手権においては、もっとも伝統ある世界選手権種目であるウェークフィールド杯 (F1B級) 獲得をはじめ、F1C級チーム1位、F1B級チーム3位を獲得した。

### 国内競技会

#### 日本の競技会
日本国内の競技会としては、日本選手権大会を頂点として、世界選手権出場権のためのポイントとなる公式競技会や、クラブ主催の中小競技会まで、さまざまな規模・格付けのものがある。公式の競技会や、クラブ主催競技会などは、市販の模型雑誌の競技会日程表に収録される。中小競技会の場合は、各クラブのホームページ、会報や、掲示板書き込みなどによって知ることが出来る。
日本選手権大会は、上述の世界選手権大会に準じて運営され、日程も数日間かけて一連の手順を重ねるが、その他の競技会では簡略化され、ラウンド数を減らして一泊ないし1日で行われる。機体の仕様が規則に合っているかどうか主催者がチェックする機体検査も、選手の自主規制として省略されることもある。